# Kronentaler
Il Kronentaler (o Kronenthaler - Tallero della corona) è stata una moneta d'argento coniata per la prima volta nei Paesi Bassi austriaci (il moderno Belgio).
Conteneva 25,9 g di argento fino. Fu coniato per la prima volta nel 1755, poi introdotto in Austria ed in seguito in Ungheria ed a Milano. Il nome viene dalla croce di sant'Andrea che era presente al rovescio nelle prime coniazioni.
Era suddiviso in 254 liard.
In seguito all'occupazione francese nel 1794, fu sostituito dal franco francese.
Dopo la fine delle guerre napoleoniche fu usato in gran parte della Germania meridionale: Baviera, Württemberg, Assia-Darmstadt e nel Sachsen-Meiningen. 

## Altri Kronentaler

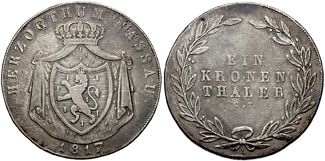
Granducato di Nassau: Kronenthaler del 1817.

Furono coniate anche altre monete con lo stesso nome che non avevano altri rapporti con la prima oltre il nome.
- Nel Baden dal 1813 al 1827.[1] Nel rovescio erano rappresentate le armi del Baden, sormontate da una corona.
- Il canton Lucerna ha coniato nel 1795 una moneta ossidionale con questa denominazione e la scritta Kronentaler zu 72 Asses[1].